# 穆劳县

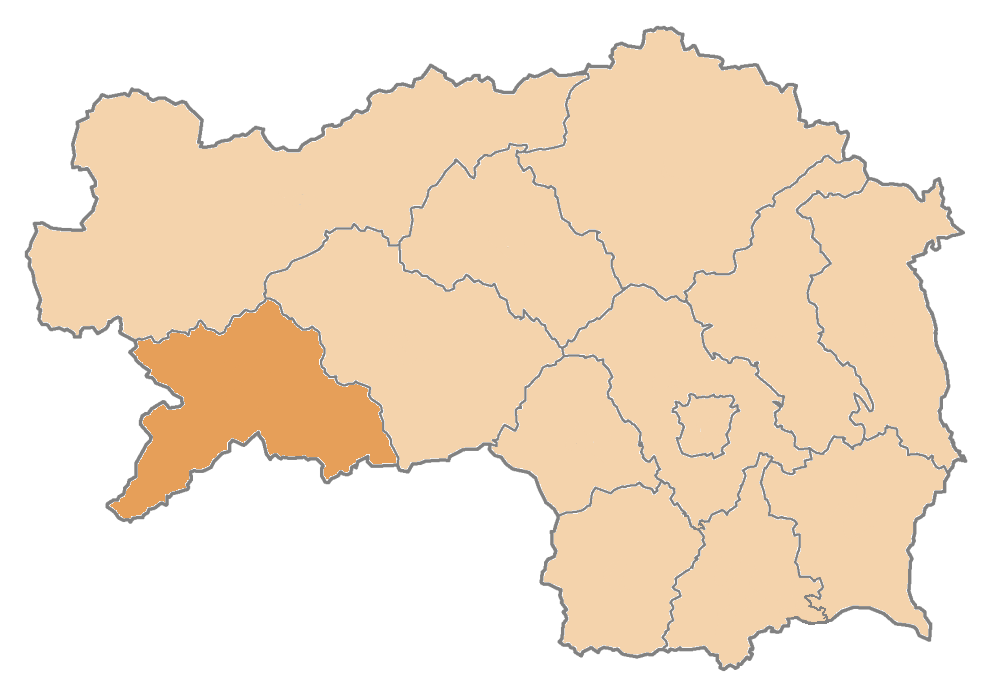
穆劳县在施泰爾馬克州的位置

穆劳县（德語：Bezirk Murau）是奥地利施泰爾馬克州所辖的一个县。总面积848.9平方公里，总人口42943，人口密度51人/平方公里（2001年）。行政中心位于穆劳。

## 行政区域
穆劳县辖有16个市镇。